# P/2007 R5
P/2007 R5 (SOHO)，SOHO彗星 又名P/1999 R1及P/2003 R5，是首顆由SOHO衛星發現並被證實的週期彗星。
這顆彗星的週期性是由德國研究生及小行星發現者Sebastian F. Hönig預測，及至2007年由SOHO及中國業餘天文愛好者周波所確認。在經SOHO發現的1,300多顆彗星中，大多數均為長週期掠日彗星，這顆彗星是首顆被證實的短週期SOHO彗星，其公轉週期錄得為4.01年。

## 外部連結
- P/2007 R5彗星軌道 （英文）
- SOHO首顆週期彗星（页面存档备份，存于） （英文）